# Међуопштинска лига Сомбор-Апатин-Кула-Оџаци
Међуопштинска лига Сомбор је једна од 52 Међуопштинске лиге у фудбалу на територији Републике Србије. Међуопштинске лиге су шести ниво лигашких фудбалских такмичења у Србији. Лига се састоји од 14 клубова са територије Западнобачког округа и игра се по двокружном бод-систему. Првак иде директно у Подручну лигу Сомбор, а последња два тима испадају из лиге. У лигу улази првопласирана екипа из Међуопштинске Лиге Сомбор-Апатин-Кула-Оџаци - 2. разред.

## Клубови у сезони 2023/24.
| Клуб           | Насеље         | Поз. претходне сезоне |
| -------------- | -------------- | --------------------- |
| Полет          | Каравуково     | 3.                    |
| Јединство      | Станишић       | 4.                    |
| Братство 2019  | Пригревица     | 5.                    |
| Полет          | Растина        | 6.                    |
| Омладинац      | Дероње         | 7.                    |
| Тереквеш       | Свилојево      | 8.                    |
| Алекса Шантић  | Алекса Шантић  | 9.                    |
| Младост        | Крушчић        | 10.                   |
| Кула           | Кула           | 11.                   |
| Борац          | Бачки Грачац   | 12.                   |
| ОФК Оџаци      | Оџаци          | 13.                   |
| Јединство 1947 | Колут          | 1. у МОЛ - 2. разред  |
| Задругар       | Српски Милетић | [ 1 ]                 |
| Панонија       | Лалић          | [ 2 ]                 |